# Gulraiz Akhtar
Gulraiz Akhtar (Rawalpindi, 2 februari 1943 – Lahore, 1 november 2021) was een Pakistaans hockeyer.
Akhtar won met zijn ploeggenoten in 1968 olympisch goud door in de finale Australië te verslaan. Twee jaar later won Akhtar de gouden medaille op de Aziatische Spelen.
Hij overleed op 78-jarige leeftijd.

## Erelijst
- 1968 –  Olympische Spelen in Mexico-stad
- 1970 –  Aziatische Spelen in Bangkok